# Adrienne Cowan
Adrienne Cowan (ur. 28 stycznia 1995 w Houston) – amerykańska wokalistka metalowa, a także pianistka, poetka, dyrygentka i kompozytorka. Znana z charakterystycznego głosu i technik śpiewu takich jak screamo i growl.
Występowała z: Avantasia, Seven Spires, Winds of Plague, Sascha Paeth’s Masters of Ceremony, Milan, i FirstBourne, Kyle Morrison, Light & Shade, Mike Kerr.